# Cserépszavazás
A cserépszavazás (ὀστρακισμός, osztrakiszmosz)  az ókori Athénban olyan eljárás volt, amivel a városállam egy befolyásos polgárát a nép tíz évre száműzhette. Ezt nem büntetésnek tekintették: alkalAz athéni demokrácia a Kr. e. 5. századra nyúlik vissza, és a történelem egyik első és legfontosabb demokratikus rendszerének tekinthető. Az alábbiakban részletesen összefoglalom az athéni demokrácia kialakulását, működését és jellemzőit. 
### Kialakulás
1. **Korai társadalom**: Athénban a korai demokratikus intézmények a görög városállamok (poliszok) közötti versengés, valamint a társadalmi és gazdasági feszültségek hatására alakultak ki.
2. **Drakón és Szolón reformjai**:
- **Drakón (Kr. e. 621)**: Az első írásos törvények megalkotását Drakón nevéhez fűzik, amelyek a törvények egységesítését célozták, de szigorú volta miatt sok kritikát kaptak.
- **Szolón (Kr. e. 594)**: Szolón reformokat vezetett be, amelyek enyhítették a szegénységet, eltörölték az adósrabszolgaságot, és lehetőséget biztosítottak az alsóbb rétegek számára a politikai részvételre.
3. **Kleiszthenész reformjai (Kr. e. 508-507)**: Ő az athéni demokrácia „atyja”, aki a polgárok közvetlen részvételét támogatta. Reformjai közé tartozott:
- A „phülék” (törzsek) rendszerének bevezetése, amely a város, a partok és a vidéki területek polgárait egyesítette.
- A Boule (tanács) létrehozása, amely 500 tagból állt, és a sorsolás által választott polgárokból tevődött össze.
### Működés
1. **Közvetlen demokrácia**: Az athéni demokrácia közvetlen formájú volt, ahol a polgárok közvetlenül részt vettek a döntéshozatalban. A fontosabb ügyekről népgyűlésen (ekklészia) döntöttek.
2. **Népgyűlés (ekklészia)**:
- Minden athéni polgár részt vehetett a népgyűlésen, amely évente 40 alkalommal ülésezett.
- A népgyűlés feladatai közé tartoztak a törvények megalkotása, a háborúk kihirdetése, a költségvetés elfogadása és a vezetők megválasztása.
3. **Boule (tanács)**:
- A Boule 500 tagja a polgárok sorsolásával került kiválasztásra, és a napi politikai ügyek előkészítésével foglalkozott.
- A Boule felügyelte a közigazgatási ügyeket, és javaslatokat tett a népgyűlés elé.
4. **Bírósági rendszer**: Az athéni bíróságok (dikaiosyné) szintén a polgárok részvételével működtek, ahol a bírák véletlenszerűen lettek kiválasztva.
### Jellemzők és korlátok
- **Polgári jogok**: Az athéni demokrácia csak a férfi polgárokra vonatkozott, a nők, rabszolgák és idegenek (metoikoszok) nem rendelkeztek politikai jogokkal.
- **Politikai kultúra**: A politikai élet aktívan támogatta a szónoklást és a nyilvános vitákat, a szónokok nagy befolyással bírtak.
- **Szociális egyenlőség**: A demokratikus rendszer célja a társadalmi egyenlőség előmozdítása volt, de a gyakorlatban a vagyonosabb polgárok előnyben részesültek.
### Hagyaték
Az athéni demokrácia máig hatással van a modern demokratikus rendszerekre. Az olyan alapelvek, mint a népszuverenitás, a politikai részvétel és a jogállamiság, mind az athéni demokrácia örökségéből származnak. A rendszer azonban végül a peloponnészoszi háború (Kr. e. 431-404) következményeként meggyengült, és idővel más politikai formákra cserélődött.

Az athéni demokrácia tehát nemcsak a politikai intézmények szempontjából jelentős, hanem a társadalmi élet, a kultúra és a filozófia fejlődése szempontjából is. közötti kibékíthetetlen ellentétek feloldásának eszköze is.

## A név eredete
A név onnan származik, hogy a szavazók a száműzendő polgár nevét törött agyagedények darabjaira, cserépdarabokra írták (ὄστρακον /osztrakon/ – agyagcserép görögül), mivel ez jóval nagyobb mennyiségben és olcsóbban állt rendelkezésre, mint a papirusz, melyet Egyiptomból kellett behozni Attikába.

## Az eljárás

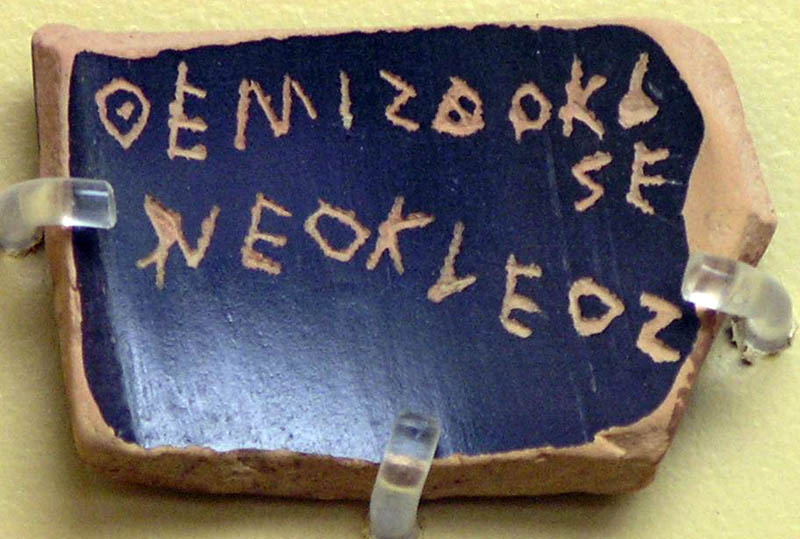
Egy osztrakon Themisztoklész nevével.

Az athéni népgyűlés minden évben döntött arról, hogy szükséges-e abban az évben cserépszavazást tartani. (A döntést minden évben az állami ügyek intézésére használt tíz hónap közül a hatodikban hozták meg, ez a hónap a mai naptári év szerinti januárnak-februárnak felel meg.) Ha úgy döntöttek, hogy szükséges, a döntéstől számított két hónap múlva a szavazást lebonyolították: a polgárok az Agora egy elkerített részére kihelyezett urnákba tették a cserépdarabokat. Ezután a szavazóbiztosok megszámolták az összegyűlt szavazatok számát: ha ez a hatezret meghaladta, a biztosok szétválogatták a különböző neveket tartalmazó cserépdarabokat, és akire a legtöbb szavazat esett, tíz évre száműzték Attikából.
A száműzöttnek tíz napja volt arra, hogy elhagyja az országot, és ha a tíz év letelte előtt megpróbált volna visszatérni, halálbüntetés várt volna rá. Ezen kívül azonban más hátránya a szavazásból nem származott: vagyonát nem kobozták el, és a száműzetés lejárta után ismét szabad polgárként tevékenykedhetett.  A népgyűlésnek lehetősége volt arra, hogy szükség esetén valakit a tíz év letelte előtt visszahívjon: Ismert, hogy az i. e. 479-es perzsa támadás előtt amnesztiát hirdettek, melynek alapján legalább két száműzött vezető (Xanthipposz, Periklész apja; illetve Ariszteidész) visszatérhetett; illetve az i. e. 461-ben száműzött Kimónt is visszahívták, mikor szükség volt rá a harcmezőkön.

## Története
A cserépszavazás intézményét nem alkalmazták az athéni demokrácia működésének teljes időtartama (i. e. 506 körül – 322) alatt, csupán az ötödik században volt a társadalmi élet „aktív kelléke”. A hiteles forrásként leggyakrabban elfogadott mű Arisztotelész Az athéni állam (Ἀθηναίων πολιτεία) című munkája, ami az intézmény bevezetését a demokrácia megteremtésében fontos szerepet játszó reformerhez, Kleiszthenészhez köti; ez alapján a cserépszavazás i. e. 506 körültől működhetett. A cserépszavazás első „áldozatát”, Hipparkhoszt (aki a zsarnok Peiszisztratosz rokona volt) azonban csak húsz évvel később, i. e. 487-ben száműzték Attikából. A következő hatvan év során mintegy tizenhárom „követőjéről” tudunk; a lista talán nem teljes, de nincs ok feltételezni, hogy az Athéniak szükségét érezték annak, hogy minden évben száműzzenek valakit maguk közül.
A cserépszavazás útján száműzöttek közül mai ismereteink szerint a legutolsó Hüperbolosz volt, i. e. 417 körül. Ekkor Alkibiadész és Nikiász között dúlt a harc, de hogy egyiküket se száműzzék, összefogtak és a jelentéktelen demagógra adták híveik a szavazatukat, ami teljesen lejáratta a cserépszavazás intézményét. Bár Hüperbolosz maga rendkívül büszke volt, hiszen a száműzetés ilyen módja általában igen nagy embereknek "járt ki".
Nem tudunk arról, hogy használták volna a peloponnészoszi háború után, amikor a Harmincak uralmának bukását követően (403 körül) visszaállították a demokráciát. Viszont, noha az intézményt az i. e. 4. században már nem alkalmazták, továbbra is minden évben döntöttek arról a népgyűléseken, hogy tartsanak-e cserépszavazást, igaz, hogy ez ekkor már komoly lehetőségként soha nem merült fel.

## Más városokban
A cserépszavazást athéni példára Szürakuszai, Milétosz, Epheszosz, Argosz és Megara is bevezette, de csakhamar meg is szüntette.